# السودة (قارة)

تعديل مصدري - تعديل

السودة هي إحدى قرى عزلة قارة بمديرية قارة التابعة لمحافظة حجة، بلغ تعداد سكانها 196 نسمة حسب تعداد اليمن لعام 2004.